# Alain Garnier
Pour les articles homonymes, voir Alain Garnier et Garnier.
Alain Garnier est un footballeur français né le 6 novembre 1941 à Nîmes.